# Barasoain
Barasoain (oficialment Barásoain) és un municipi de Navarra, a la Comarca de Tafalla, dins la merindad de Tafalla. Limita al sud amb Garinoain i a l'oest amb Artajona, Añorbe, Tirapu, Olkotz, Untzue i Oloriz.

## Demografia
| Evolució demogràfica                                 | Evolució demogràfica | Evolució demogràfica | Evolució demogràfica | Evolució demogràfica | Evolució demogràfica | Evolució demogràfica | Evolució demogràfica | Evolució demogràfica | Evolució demogràfica | Evolució demogràfica |      |
| 1897                                                 | 1900                 | 1930                 | 1940                 | 1950                 | 1960                 | 1970                 | 1975                 | 1981                 | 1991                 | 1999                 | 2004 |
| ---------------------------------------------------- | -------------------- | -------------------- | -------------------- | -------------------- | -------------------- | -------------------- | -------------------- | -------------------- | -------------------- | -------------------- | ---- |
| 617                                                  | 638                  | 651                  | 679                  | 594                  | 572                  | 551                  | 515                  | 462                  | 421                  | 459                  | 531  |
| Fonts: Barasoain i Institut d'Estadística de Navarra |                      |                      |                      |                      |                      |                      |                      |                      |                      |                      |      |

## Llista d'alcaldes
| 2007 | Carlos Enrique Izuriaga Eslava | Independiente |
| ---- | ------------------------------ | ------------- |
| 2003 | Carlos Enrique Izuriaga Eslava | Independent   |
| 1999 | Carlos Enrique Izuriaga Eslava | Independent   |
| 1995 | Juan José Liberal Fernández    | Independent   |

## Personatges cèlebres
- Martín de Azpilcueta (1492 - 1586). Eclesiàstic, jurisconsult i economista, conegut com a Doctor Navarrus.
- José Julián de Aranguren (1801 - 1861). Arquebisbe de Manila (Filipines).
- Manuel Turrillas Ezcurra (1905 - 1997). Músic i compositor.